# Ulrichsberg
Ulrichsberg (Uagschbeag) ist eine Marktgemeinde in Oberösterreich im Bezirk Rohrbach im oberen Mühlviertel mit 2858 Einwohnern (Stand 1. Jänner 2025). Die Gemeinde liegt im Gerichtsbezirk Rohrbach.

## Geographie
Ulrichsberg liegt auf einer Höhe von 626 m ü. A. im Norden des Bezirks Rohrbach im oberen Mühlviertel. Die Gemeinde liegt an der Großen Mühl am Südrand des Böhmerwaldes. Bezogen auf die naturschutzfachliche Raumgliederung erstreckt sich die Raumeinheit Böhmerwald über den Nordosten des Gemeindegebietes, das übrige Gemeindegebiet gehört zur Raumeinheit Südliche Böhmerwaldausläufer. Die Ausdehnung beträgt von Nord nach Süd 10,3 km, von West nach Ost 12,2 km, die Gesamtfläche umfasst 56,95 km². Ulrichsberg ist damit die größte Gemeinde des Bezirks. 51,8 % der Fläche von Ulrichsberg sind bewaldet, 44,7 % der Fläche sind landwirtschaftlich genutzt. Im Vergleich mit dem Bundesland Oberösterreich ist Ulrichsberg damit wesentlich stärker bewaldet als der Landesschnitt (Oberösterreich: 36,9 Prozent) bzw. besteht deutlich weniger landwirtschaftliche Nutzfläche (Oberösterreich: 49,3 Prozent). Der Anteil sonstiger Nutzungen (Bauflächen, Gärten, Gewässer und anderes) liegt mit 4,5 Prozent hinter dem Oberösterreichischen Durchschnitt von 13,8 Prozent. Zu den Bergen im Gemeindegebiet zählen der Bärenstein (1077 m ü. A.), der Sulzberg (1041 m ü. A.), der Rosstauscherberg (999 m ü. A.) und der Sperrbühel (982 m ü. A.) Nachbargemeinden sind Aigen-Schlägl im Osten und Südosten, Schlägl und Peilstein im Mühlviertel im Süden und Julbach im Südwesten. Im Westen grenzt Ulrichsberg an die deutsche Gemeinde Breitenberg (Landkreis Passau), im Norden an Klaffer am Hochficht und im Nordosten an die tschechische Gemeinde Horní Planá (Okres Český Krumlov). In Schöneben befindet sich ein Grenzzollamt nach Tschechien (nur für Fahrzeuge bis 3,5 Tonnen).

### Geologie und Böden

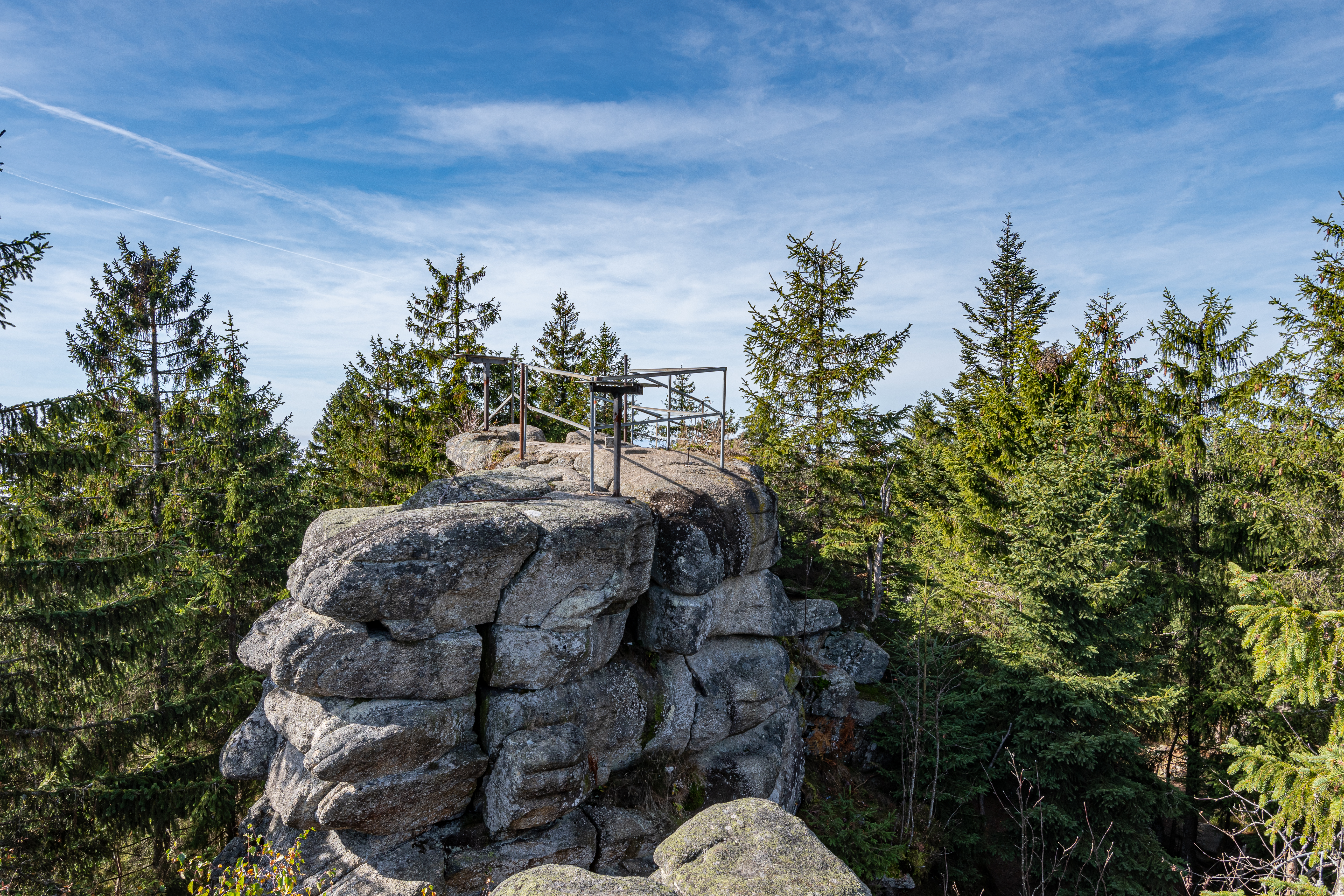
Wollsackverwitterung am Bärenstein

Die Landschaft des Gemeindegebietes ist ein Teil der Böhmischen Masse die auf ein sehr altes Gebirge zurückgeht, dass durch die Variszische Gebirgsbildung im Paläozoikum (Karbon) entstand. Hierdurch entstanden verschiedene Granite und Gneise. Des Weiteren besteht zwischen dem Böhmerwald und dem Tal der Großen Mühl die sogenannte Pfahlstörung von Nordwest nach Südost aus leicht erodierbaren Myloniten. Nordwestlich dieser Störung besteht überwiegend Eisgarner Granit und Weinsberger Granit, kleinere Bereiche an der Nordspitze weisen auch Cordoerot-Paragneis auf. Südlich findet sich vor allem Schlierengranit sowie auch Mauthausener Granit und Weinsberger Granit. Im Bereich der Großen Mühl hat sich ein Streifen mit Flussablagerung ausgebildet, wobei typische Vierwitterungserscheinungen wie Wollsackverwitterung vorherrscht, die zur Bildung von Blockburgen, Blockstreu und Findlingen führte.
Die Böden im Gemeindegebiet sind von Nährstoffarmut und einem hohen Kaliumanteil geprägt. Sie weisen zudem eine schlechte Phosphor- und Calcium-Versorgung auf. Als Bodenart besteht lehmiger Sand bzw. sandiger Lehm. Die Bodenqualität ist von der Tiefgründigkeit und der Wasserversorgung abhängig, wobei die Körnung des Gesteins über die Wasserzügigkeit oder Trockenheit des Standortes entscheidet. Die Felsbraunerde ist der wichtigste Bodentyp im Gebiet, er findet sich unter 1000 m Seehöhe als basenarmer bis saurer, flach- bis mittelgründiger Boden, der auf festem oder schuttigem Ausgangsmaterial entstand.
Des Weiteren hat sich auf schottrigem oder feinklastischem Ausgangsmaterial Lockersediment-Braunerde ausgebildet. Durch Streunutzung und Fichtenforste sind echte Braunerden ohne Anzeichen podsoliger Dynamik jedoch selten geworden. Über 1000 m Seehöhe entstanden bei hohem Niederschlag vor allem Podsole und Semipodsole, wobei das Nadelstreu der Nadelwälder zusätzlich versauernd wirkt. Gley besteht vor allem im Bereich von Quellen, Bächen, Gräben, Mulden sowie an Hangfüßen, wobei hier vor allem nasse, saure Wiesen dominieren. Weitere vorkommende Bodenarten sind Pseudogley, Moorböden und Anmoorböden im Bereich von Kaltluftseen in kleinen Senken an Bachläufen oder auf abflusslosen Lagen sowie rankerartige Böden über Blockschuttmaterial.

### Gemeindegliederung
Das Gemeindegebiet umfasst folgende Ortschaften (in Klammern Einwohnerzahl Stand 1. Jänner 2025):
- Berdetschlag (105)
- Breitenstein (1)
- Dietrichschlag (23)
- Erlet (39)
- Fuchslug (18)
- Hintenberg (309)
- Kandlschlag (26)
- Lichtenberg (231)
- Mühlwald (22)
- Ödenkirchen (36)
- Salnau (162)
- Schindlau (283)
- Schöneben (31)
- Seitelschlag (149)
- Sonnenwald (2)
- Stangl (126)
- Stollnberg (87)
- Ulrichsberg (1148)
- Zaglau (60)

### Nachbargemeinden
| Schwarzenberg am Böhmerwald | Klaffer am Hochficht                        | Horní Planá   |
| Breitenberg                 | Kompassrose, die auf Nachbargemeinden zeigt | Aigen-Schlägl |
| Julbach                     | Peilstein im Mühlviertel                    |               |

## Geschichte
Das Gebiet um Ulrichsberg stand ursprünglich unter der Lehnshoheit der Passauer Bischöfe. Im Jahr 1325 wurde Ulrichsberg erstmals urkundlich erwähnt. Propst Ulrich I., langjähriger Vorstand von Stift Schlägl, das 1321 im Kampf zwischen Friedrich dem Schönen und Ludwig dem Bayern gänzlich niedergebrannt worden war, bemühte sich um den Wiederaufbau und die wirtschaftliche Absicherung des Klosters und entschloss sich deshalb zur Kolonisierung des Waldgebietes im Tal der Großen Mühl. Dazu erteilte Herzog Otto der Fröhliche am 18. Februar 1325 einen Freiheitsbrief zur Rodung des Mühltals. Das Rodungsdorf wurde nach seinem Gründer und Grundherrn Propst Ulrich benannt.
Im Jahr 1424 kam es zu einem der Hussiteneinfälle ins Mühlviertel, bei dem Ulrichsberg völlig verwüstet wurde. Der Ulrichsberger Schüsselmacher Mika Anzenhinsch hatte in Prachatice erzählt, dass die Grenzübertritte nach Österreich nicht befestigt seien, woraufhin sich die Führer der Hussiten zu Prachatitz namens Mandl, Marzik und Diesitel zu einem Raubzug entschlossen. Ein gewisser Jeschek aus Sonnberg führte die Hussiten gegen Entgelt über Schöneben nach Ulrichsberg. Mit 204 Pferden fielen die Hussiten ins Dorf ein, erschlugen etwa 20 Personen, brannten den Ort mitsamt der Kirche ab und verheerten zudem zwei Nachbardörfer. Im Jahr 1427 verwüsteten die Hussiten nach der Schlacht bei Zwettl das Mühlviertel auf grauenhafte Weise, unter anderem auch Aigen und Ulrichsberg.
Im Dreißigjährigen Krieg drangen die Schweden im Februar 1641 ins südliche Böhmen vor und nahmen binnen kurzer Zeit Sušice, Prachatice und Volary ein. Vom 26. Jänner bis zum 24. März waren einige namentlich bekannte Männer aus Ulrichsberg abwechselnd als Späher jenseits der Grenze unterwegs. Ab 7. Februar wurden die Übergänge bei Schöneben und bei der Schwedenschanze Oberhaag zusammen mit 100 Dragonern aus Wels und anderen Einheiten überwacht. Das Kommando führte damals der Gardeleutnant Michael Zorn, der mit 30 Linzer Bürgern, 30 Knechten und 30 Musketieren auf die Pässe abgeordnet war.
Ulrichsberg war während der Napoleonischen Kriege mehrfach u. a. von Bayern besetzt. Seit 1765 gehört der Ort endgültig zu Oberösterreich.
Nach dem Anschluss Österreichs an das Deutsche Reich am 13. März 1938 gehörte der Ort zum Gau Oberdonau. Nach 1945 begann die Wiederherstellung Oberösterreichs.
Ulrichsberg war ab 1850 Teil des Gerichtsbezirks Aigen. 2003 wurde der Gerichtsbezirk Aigen aufgelöst und die Gemeinde dem Gerichtsbezirk Rohrbach zugewiesen.

## Bevölkerung

### Bevölkerungsstruktur
2013 lebten in der Gemeinde Ulrichsberg 2.900 Menschen, womit die Gemeinde die zweitgrößte der 42 Gemeinden des Bezirks war. Mit 51 Einwohnern pro km² lag Ulrichsberg bezüglich der Besiedelungsdichte im unteren Mittelfeld der Gemeinden im Bezirk. Ende 2001 waren 97,5 Prozent der Bevölkerung österreichische Staatsbürger (Oberösterreich 92,8 Prozent, Bezirk Rohrbach 96,9 Prozent), bis zum Jahresbeginn 2013 sank der Wert minimal auf 97,3 Prozent (Oberösterreich 91,1 Prozent, Bezirk Rohrbach 96,9 Prozent) an. Insgesamt wurden 2013 in der Gemeinde 79 Ausländer gezählt, die zu 85 Prozent aus EU-Ländern stammten. Insgesamt 162 Gemeindebewohner waren im Ausland geboren worden, wobei auch hier 87 Prozent ein Geburtsland im EU-Ausland hatten. Zur römisch-katholischen Kirche bekannten sich 2001 96,5 Prozent der Einwohner (Oberösterreich: 79,4 Prozent), 1,7 Prozent waren ohne Bekenntnis und je 0,4 Prozent evangelischen bzw. islamischen Glaubens.
Der Altersdurchschnitt der Gemeindebevölkerung lag 2001 etwa im Landesdurchschnitt. 19,2 Prozent der Einwohner von Ulrichsberg waren jünger als 15 Jahre (Oberösterreich: 18,8 Prozent), 60,1 Prozent zwischen 15 und 59 Jahre alt (Oberösterreich: 61,6 Prozent). Der Anteil der Einwohner über 59 Jahre lag mit 20,7 Prozent leicht über dem Landesdurchschnitt von 20,2 Prozent. Der Altersdurchschnitt der Bevölkerung von Ulrichsberg veränderte sich in der Folge in allen Segmenten. Der Anteil der unter 15-Jährigen sank per 1. Jänner 2013 auf 13,4 Prozent, während sich der Anteil der Menschen zwischen 15 und 59 Jahren auf 66,7 Prozent deutlich erhöhte. Der Anteil der über 59-Jährigen sank nur leicht auf 19,9 Prozent. Nach dem Familienstand waren 2001 45,9 Prozent der Einwohner von Ulrichsberg ledig, 44,5 Prozent verheiratet, 6,7 Prozent verwitwet und 2,9 Prozent geschieden.

### Bevölkerungsentwicklung
Die Einwohnerzahl der Gemeinde Ulrichsberg schwankte zwischen 1869 und 2013 nur wenig. So lag die Einwohnerzahl 2013 nur fünf Prozent höher als im Jahr 1869 und bewegte sich in den Jahren dazwischen in einem engen Korridor von rund 2.599 bis 3.100 Einwohnern. Der niedrigste Bevölkerungsstand wurde in der Gemeinde 1923 mit 2.536 Einwohnern gemessen, der höchste 1991 mit 3.111 Einwohnern. Im Vergleich mit dem Bezirk Rohrbach entwickelte sich die Einwohnerzahl von Ulrichsberg im Durchschnitt bzw. leicht darüber, im Vergleich erlebte jedoch das Bundesland Oberösterreich im selben Zeitraum nahezu eine Verdoppelung der Einwohnerzahl. Ulrichsberg wies in den 1970er bis 1990er Jahren einen starken Geburtenüberschuss bei einer gleichzeitig starken Abwanderung auf, wobei der Geburtenüberschuss die Abwanderung ausgleichen konnte. Nach der Jahrtausendwende kippte die Geburtenbilanz jedoch stark ins Negative, während die Wanderungsbilanz nur schwach positiv war. Dadurch verlor die Gemeinde zwischen 2001 und 2011 vier Prozent ihrer Einwohner, der Rückgang der Bevölkerungszahl setzt sich bis heute fort.

## Kultur und Sehenswürdigkeiten

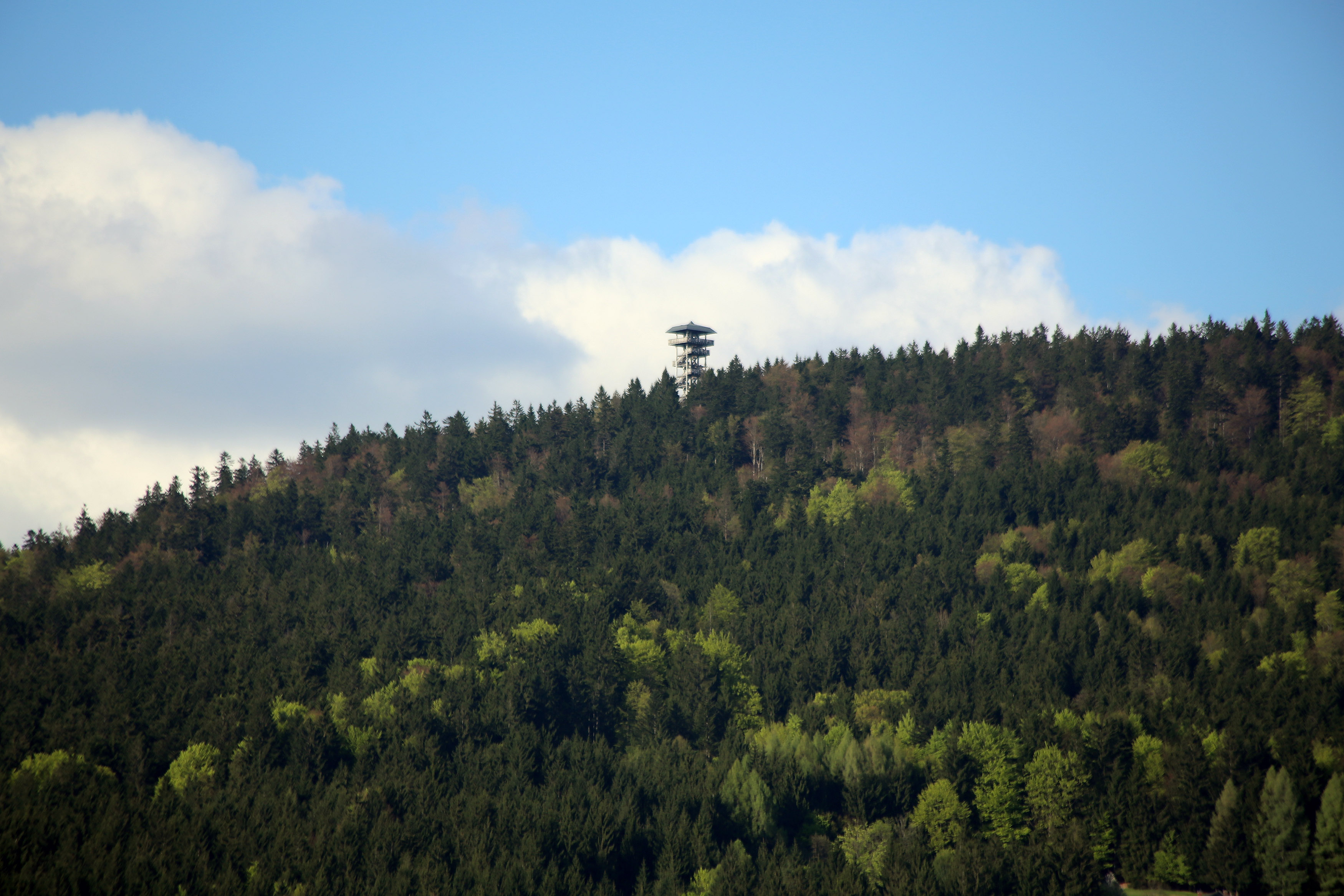
Aussichtsturm Alpenblick

- Moldaublick: Aussichtsturm mit Ausblick auf den Moldaustausee.
- Alpenblick: Aussichtsturm mit Ausblick über das Mühlviertel, bei guter Fernsicht bis zu den Alpen.
- Katholische Pfarrkirche Ulrichsberg hl. Ulrich und Pfarrhof Ulrichsberg
- Kirche Schöneben: Erbaut von Heimatvertriebenen nach dem Zweiten Weltkrieg nach Plänen von Walter Esch, geweiht 1962 Maria auf der Flucht nach Ägypten.
- Michaelskapelle: ein Zentralbau – ein rundes Gebäude mit einem kleinen Vorbau 1694 vom berühmten italienischen Architekten Carlo Antonio Carlone entworfen (der auch die Pläne zur Neugestaltung einiger oberösterreichischer Stifte entwarf), 1696 vollendet. Eine der ältesten und schönsten Kapellen des oberen Mühlviertels. Die Kapelle befindet sich im Ortsteil Stollnberg vor dem Haus Nr. 9.
- Heimat- und Kulturhaus Ulrichsberg: u. a. mit einer Flachsstube (Weberei) und einem Glasmuseum, befindet sich neben der Kirche
- Jazzatelier Ulrichsberg: 1973 gegründet, verfügt der Verein seit 1986 über ein eigenes Haus in Ulrichsberg. Es werden Jazzkonzerte, das Internationale Musikfestival Ulrichsberger Kaleidophon, Filmvorführungen und Ausstellungen veranstaltet.
- Naturschutzgebiet Torfau (Seitelschläger und Berdetschläger Wiesen)[13][14]
- Landschaftsschutzgebiet Kulturterrassen in Ödenkirchen

### Sport und Freizeit

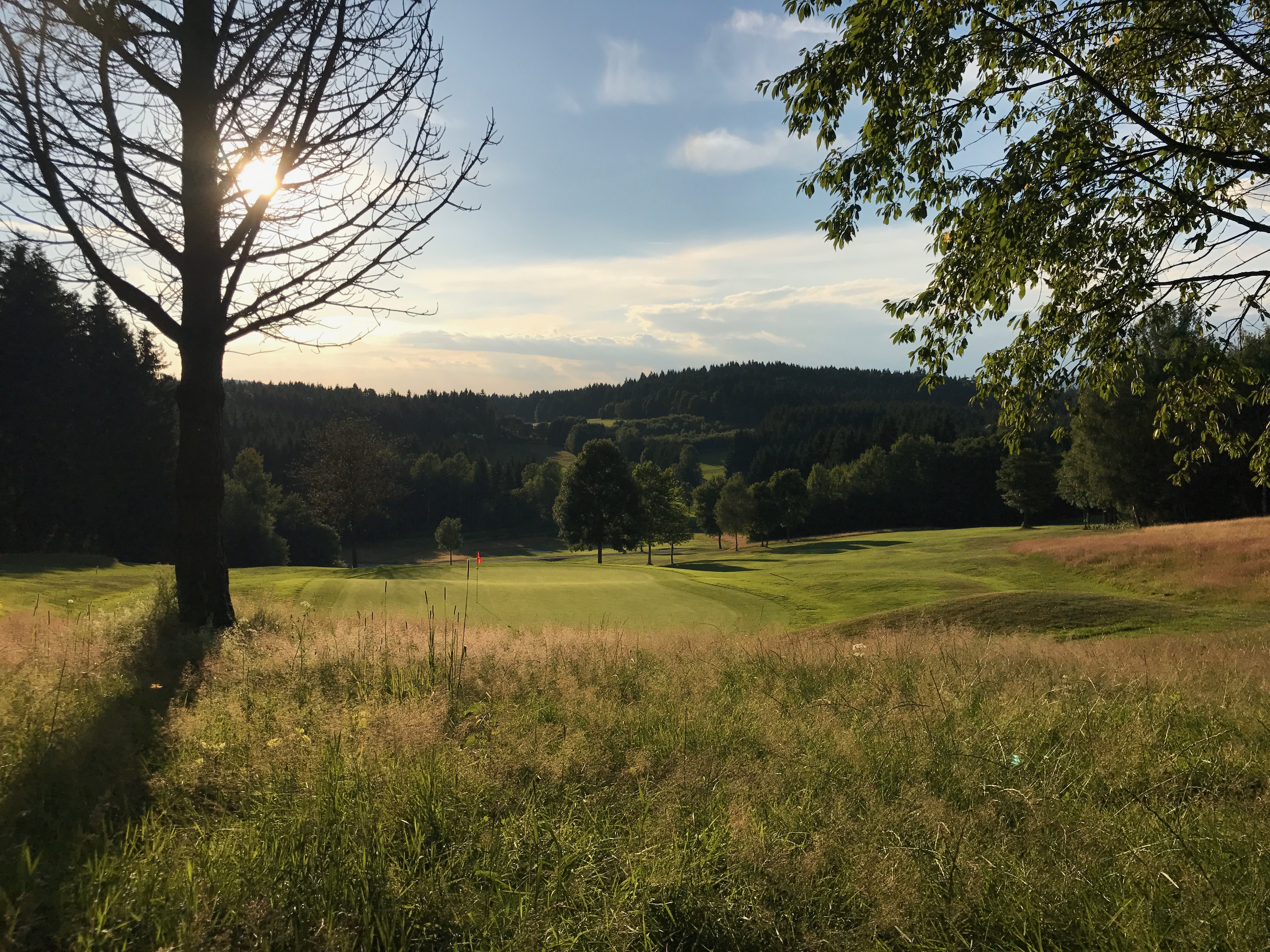
Golfpark Böhmerwald

- Union Sportklub Ulrichsberg (Sektionen Fußball, Tennis, Ski, Faustball)
- Union Golfclub Böhmerwald – 18-Loch-Golfplatz
- Freizeitpark Böhmerwaldpark (Bogenschießen, SoccerGolf, DiscGolf, Swingolf, CrossBoccia, Boccia, Minigolf)
- Hochseilklettergarten Ulrichsberg
- Klettergarten Böhmerwald

### Regelmäßige Veranstaltungen
- Ulrichsberger Kaleidophon: das Internationale Musikfestival findet jährlich im Jazzatelier Ulrichsberg statt.
- Böhmerwald-Messe: Findet jedes ungerade Jahr (z. B. 2013) am ersten Wochenende im August statt.

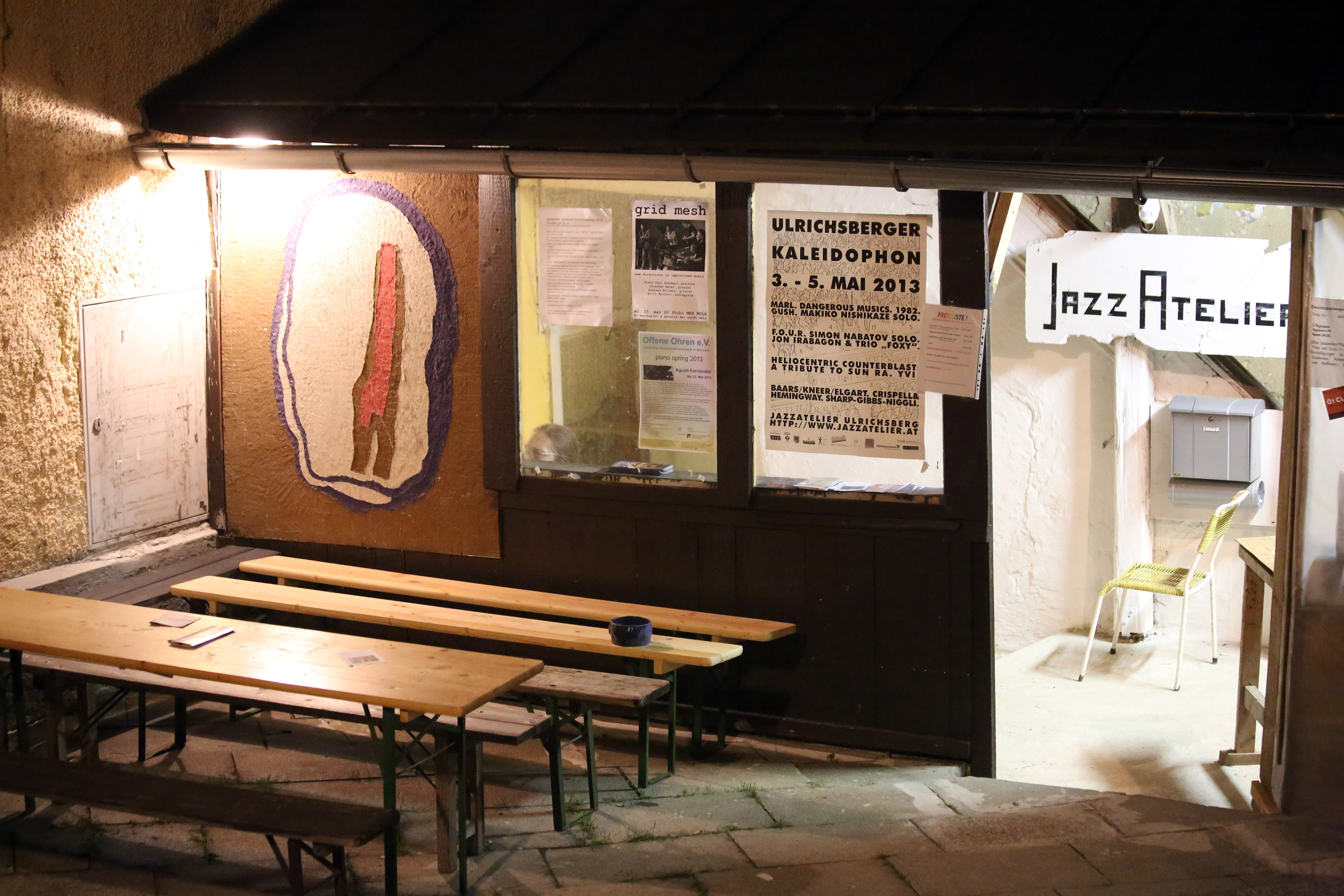
Kaleidophon 2013

### Impressionen

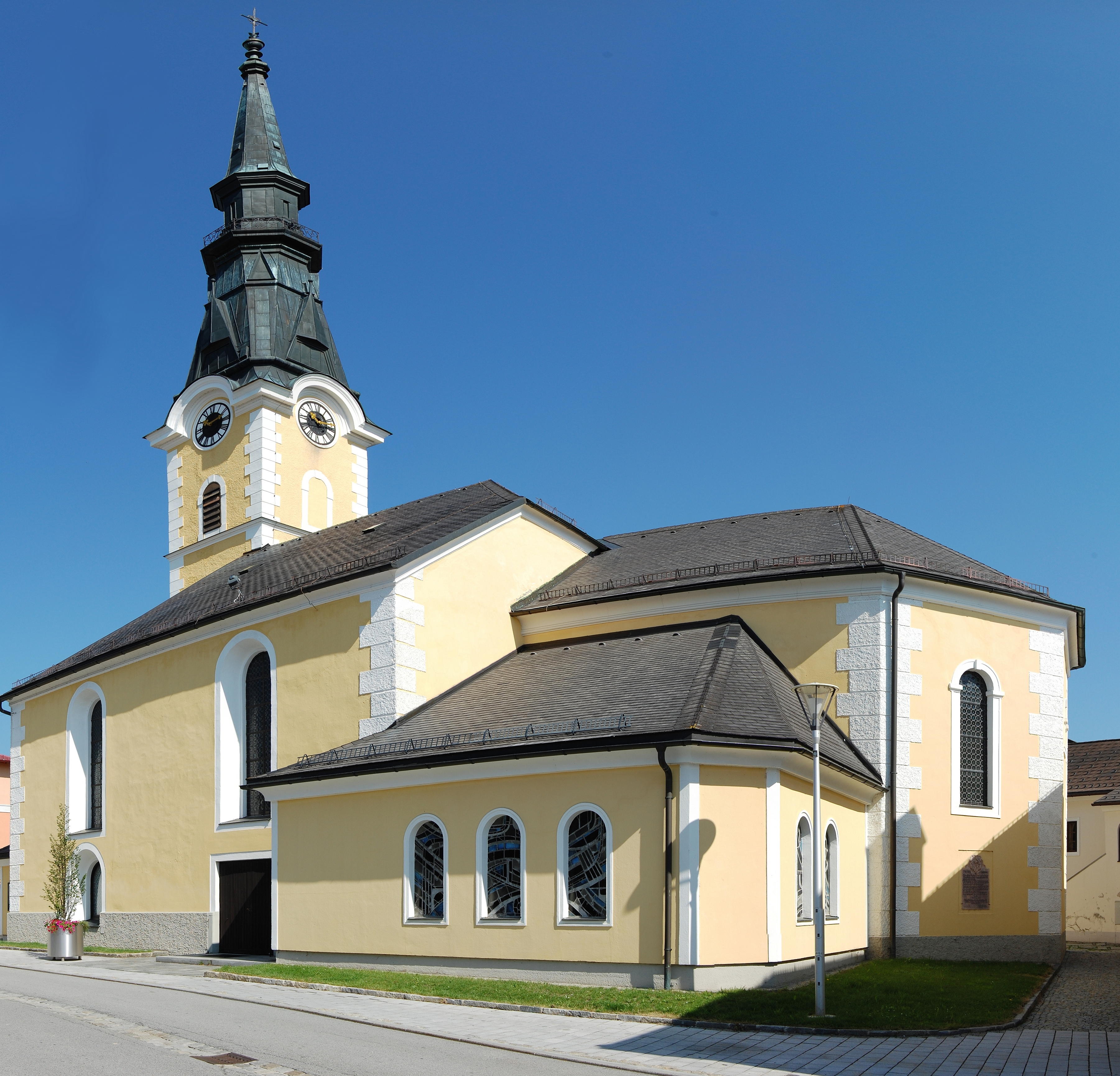
Kirche
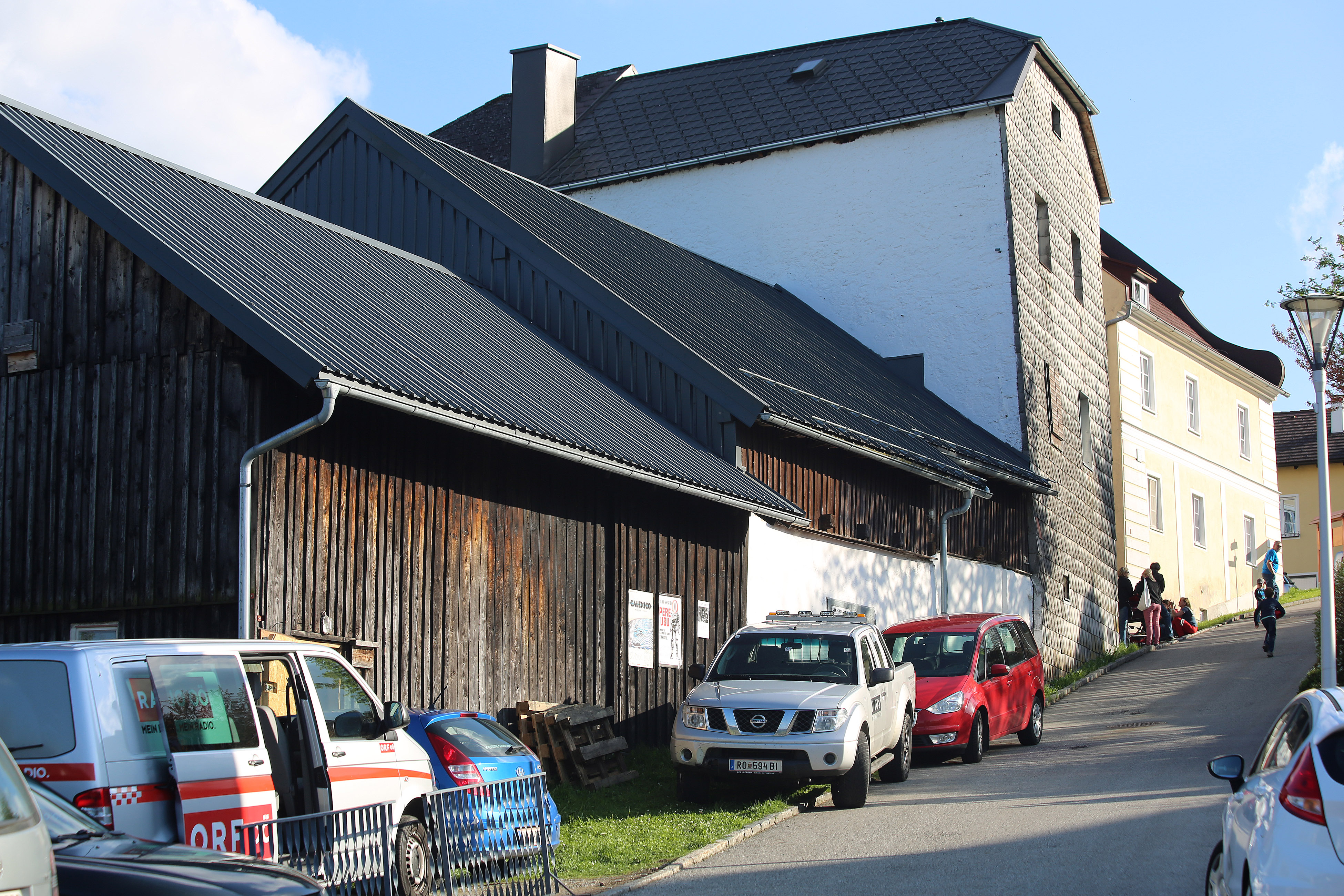
Jazzatelier Ulrichsberg
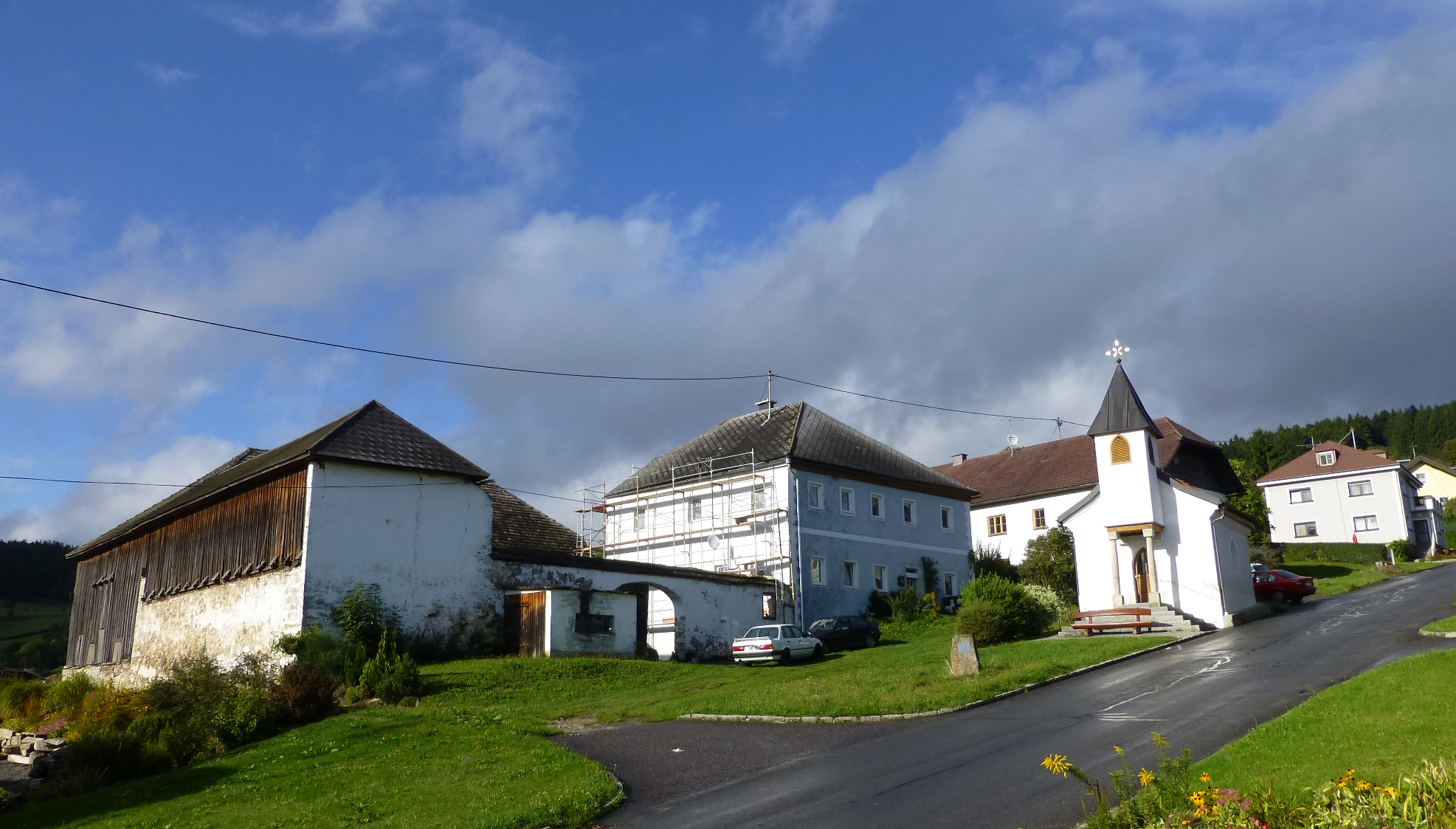
Ortsteil Hintenberg, mit 1830 errichteter Kapelle.
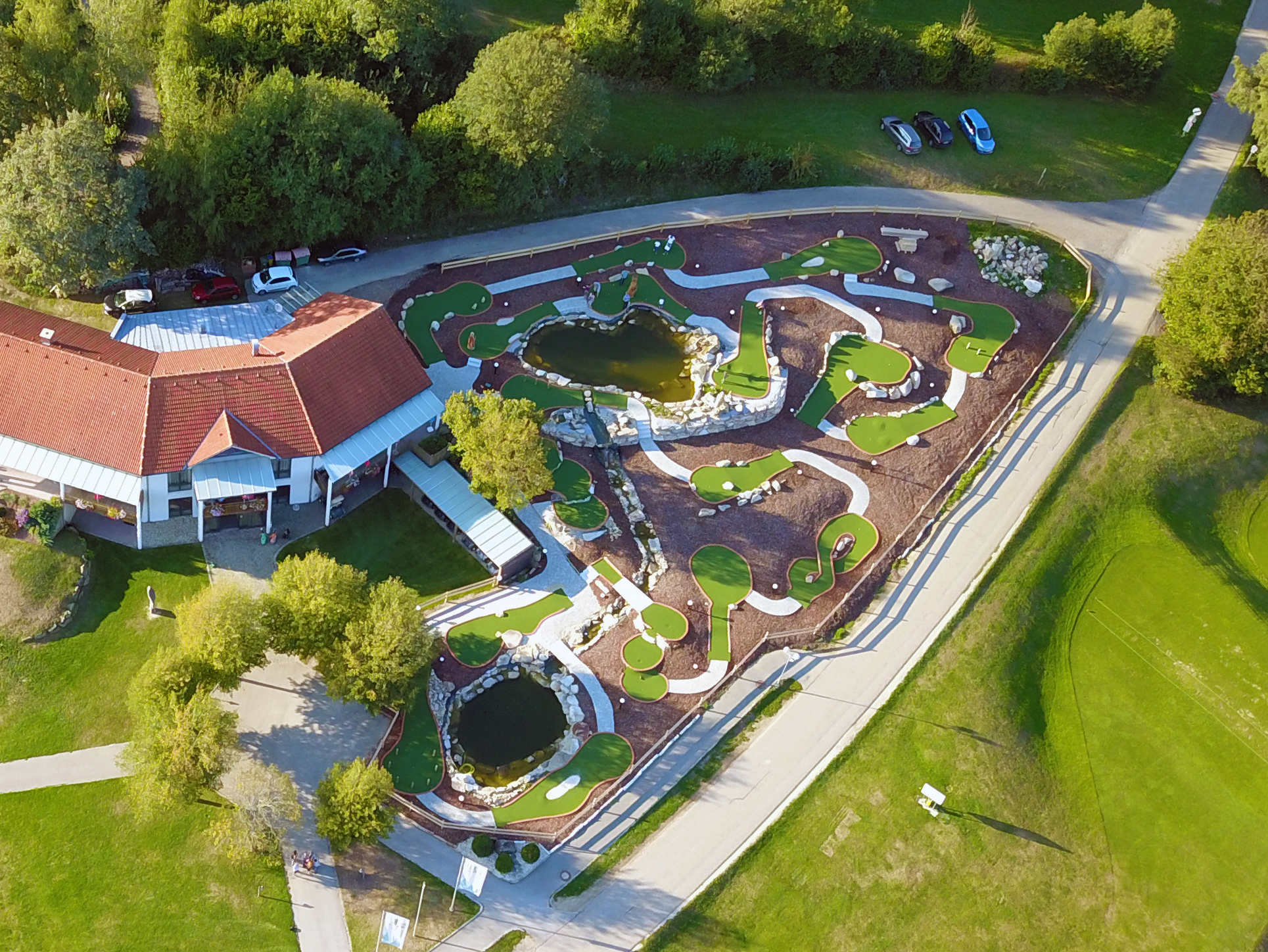
Böhmerwaldpark Ortsteil Seitelschlag

## Wirtschaft und Infrastruktur

### Verkehr
Ulrichsberg wird durch die Dreisesselbergstraße (L 580), die das Gemeindegebiet von Südosten nach Nordwesten, an das höherrangige Verkehrsnetz angebunden. Die Dreisesselbergstraße bindet dabei Ulrichsberg an Aigen-Schlägl im Südosten und Klaffer am Hochficht im Nordwesten an. Im Bereich des Marktes zweigt von der Dreisesselbergstraße die Ulrichsberger Bezirksstraße (L 1552) nach Südwesten ab und verbindet Ulrichsberg mit der Nachbargemeinde Julbach. Zudem zweigt an derselben Kreuzung die Glöckelberger Bezirksstraße (L 1558) nach Norden ab und verbindet Ulrichsberg über die Ortschaften Lichtenberg und Schöneben mit der Tschechischen Republik.

## Politik

### Gemeinderat

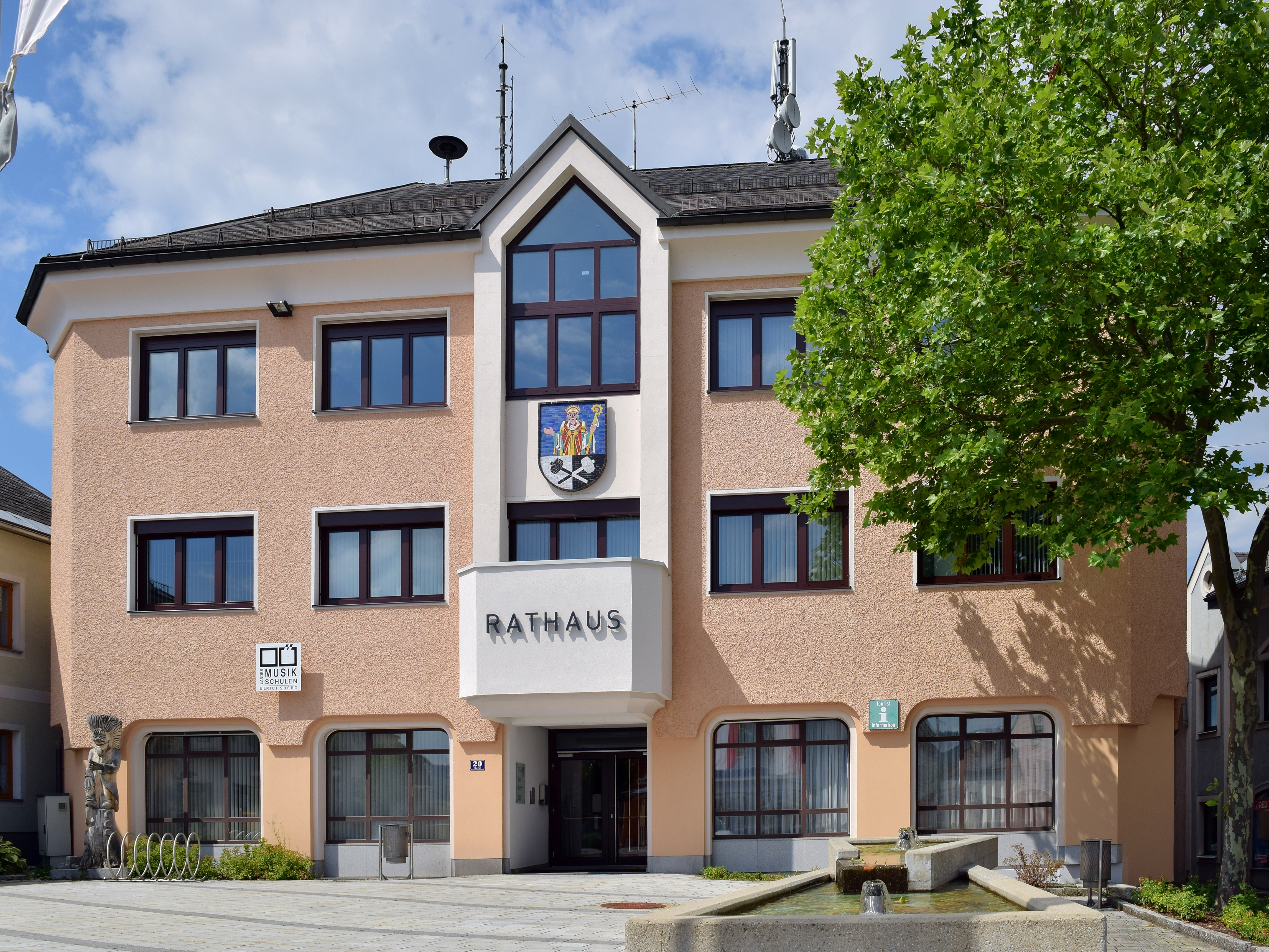
Ulrichsberger Rathaus

Der Gemeinderat als oberstes Gremium der Gemeinde umfasst 25 Sitze und wird alle sechs Jahre im Zuge oberösterreichweiter Gemeinderatswahlen gewählt. Der Gemeindevorstand setzt sich aus sieben Mitgliedern zusammen, wobei die Österreichische Volkspartei (ÖVP) nach der Gemeinderatswahl 2009 mit dem Bürgermeister, dem Vizebürgermeister und drei weiteren Mitgliedern vertreten ist und damit in diesem Gremium die absolute Mehrheit stellt. Die Sozialdemokratische Partei Österreichs (SPÖ) und die „Andere Liste Ulrichsberg“ entsenden jeweils ein weiteres Mitglied.
Stärkste Fraktion im Gemeinderat von Ulrichsberg ist seit jeher die ÖVP, die in der Zeit seit 1945 immer die absolute Stimmen- und Mandatsmehrheit erzielte. Die ÖVP erreichte dabei zwischen 1945 und 1985 immer über 60 Prozent der Stimmen, zwischen 1955 und 1985 verfügte sie sogar über eine Zweidrittelmehrheit. Ihr bestes Ergebnis hatte die ÖVP dabei 1961 mit 73,1 Prozent. Bei der Wahl 1991 sank die ÖVP durch das Antreten einer Bürgerliste und den Wahlgewinn der FPÖ auf 53,4 Prozent ab, ihr bisher schlechtestes Ergebnis. Danach kam sie auf 54 bis 58 Prozent. Zweitstärkste Partei im Gemeinderat von Ulrichsberg war immer die SPÖ, die seit 1945 auf Ergebnisse zwischen 18,4 und 36,0 Prozent kam. Ihr bestes Ergebnis hatte die SPÖ dabei 1945, ihr schlechtestes 2009. Die FPÖ trat erstmals bei den Wahlen 1979 und 1985 in der Gemeinde an, konnte jedoch mit jeweils rund 3 Prozent nicht in den Gemeinderat einziehen. Dies gelang ihr erst 1991 mit 9,1 Prozent. Danach kam die FPÖ auf Wahlergebnisse zwischen 6 und 12 Prozent. Neben den Parlamentsparteien trat ab 1991 auch eine Personenliste an, die auf 8,7 bis 13,4 Prozent kam. Bei der Gemeinderatswahl 2009 erreichte die ÖVP 57,8 Prozent bzw. 15 Mandate, die SPÖ kam auf 18,4 Prozent bzw. fünf Mandate und musste damit rund acht Prozent abgeben. Die Andere Liste Ulrichsberg (ALU) kam auf 13,4 Prozent bzw. drei Mandate, die FPÖ auf 10,5 Prozent bzw. zwei Mandate.
- Mit den Gemeinderats- und Bürgermeisterwahlen in Oberösterreich 1997 hatte der Gemeinderat folgende Verteilung: 15 ÖVP, 5 SPÖ, 3 FPÖ und 2 ALU.[16]
- Mit den Gemeinderats- und Bürgermeisterwahlen in Oberösterreich 2003 hatte der Gemeinderat folgende Verteilung: 14 ÖVP, 7 SPÖ, 3 ALU und 1 FPÖ.[17]
- Mit den Gemeinderats- und Bürgermeisterwahlen in Oberösterreich 2009 hatte der Gemeinderat folgende Verteilung: 15 ÖVP, 5 SPÖ, 3 ALU und 2 FPÖ.[18]
- Mit den Gemeinderats- und Bürgermeisterwahlen in Oberösterreich 2015 hatte der Gemeinderat folgende Verteilung: 14 ÖVP, 4 FPÖ, 4 SPÖ und 3 ALU.[19]
- Mit den Gemeinderats- und Bürgermeisterwahlen in Oberösterreich 2021 hat der Gemeinderat folgende Verteilung: 13 ÖVP, 5 SPÖ, 4 FPÖ und 3 ALU.[20]

### Bürgermeister
Der Bürgermeister wird seit 1997 in einer Direktwahl bestimmt, wobei es bei keiner absoluten Mehrheit für einen Kandidaten zu einer Stichwahl kommt. Die erste Direktwahl konnte der seit 1985 amtierende Josef Natschläger (ÖVP) mit 74,4 Prozent im ersten Wahlgang gegen die Kandidaten der SPÖ und FPÖ für sich entscheiden. 2002 übernahm Wilfried Kellermann (ÖVP) das Amt von Natschläger, wobei Kellermann bei der Wahl 2003 mit 75,5 Prozent im ersten Wahlgang gegen den Kandidaten der SPÖ durchsetzen konnte. 2009 gewann er die Bürgermeisterdirektwahl mit 71,1 Prozent ebenfalls im ersten Wahlgang gegen die Kandidaten von SPÖ und FPÖ. Bei der Wahl 2015 wurde Wilfried Kellermann mit 69,8 Prozent, 2021 mit 64,05 Prozent der Stimmen im Amt bestätigt.
Bürgermeister seit 1850:
| Amtszeit  | Name                     | Amtszeit  | Name                  | Amtszeit  | Name                |
| --------- | ------------------------ | --------- | --------------------- | --------- | ------------------- |
| 1850      | Johann Drächsler         | 1910–1914 | Kajetan Kagerer       | 1955–1985 | Franz Pröll         |
| 1850–1861 | Franz X. Langthaler      | 1914–1919 | Heinrich Leitner      | 1985–2002 | Josef Natschläger   |
| 1861–1867 | Schindlau zu Ulrichsberg | 1919–1929 | Kajetan Kagerer       | seit 2002 | Wilfried Kellermann |
| 1867–1877 | Johann Drächsler jun.    | 1929–1938 | Alois Pröll           |           |                     |
| 1877–1880 | Georg Löffler            | 1938–1939 | Leopold Samböck       |           |                     |
| 1880–1898 | Franz Krenn              | 1939–1945 | Ferdinand Hofmann     |           |                     |
| 1898–1903 | Georg Reischl            | 1945–1946 | Leopold Weikerstorfer |           |                     |
| 1903–1910 | Franz Krenn              | 1946–1955 | Franz Roth            |           |                     |

### Wappen
Der Gemeinde Ulrichsberg wurde das Marktwappen durch Sitzungsbeschluss der oberösterreichischen Landesregierung am 19. Februar 1929 verliehen. Es wurde von Ludwig Hase aus Linz entworfen und zeigt den heiligen Ulrich von Augsburg, den Schutzpatron des Ortes und der Pfarrgemeinde sowie in der unteren Schildhälfte zwei gekreuzte Schlegel, die Ulrichsberg als inkorporierte Stiftspfarre Schlägls ausweist. Die Blasonierung des Wappens lautet: Erniedrigt geteilt; oben in Blau aus der Teilungslinie wachsend und vorwärts gekehrt der heilige Ulrich im bischöflichen Ornat, in der Linken einen goldenen Krummstab mit silberner Fachel haltend, die Rechte segnend ausgestreckt; unten gespalten von Silber und Schwarz mit zwei schräggekreuzten Schlegeln in gewechselten Farben.

### Gemeindepartnerschaft
- Baiersdorf in Mittelfranken, Deutschland, seit 1975[25]

## Persönlichkeiten

### Söhne und Töchter der Gemeinde
- Florian Josef Pröll OPraem (* 6. Juli 1913 in Dietrichschlag; † 19. Mai 1993 in Schlägl), Abt des Prämonstratenserklosters Stift Schlägl (1958–1989)
- Alois Jung (* 1946), Jurist